# Sume
Sume ou Sumy (em ucraniano: Суми; em russo: Сумы) é uma cidade da Ucrânia e capital do óblast de Sume. Tem 95,4 km² de área e sua população em 2020 foi estimada em 264.981 habitantes.

## História
Sume foi fundada em 1652 na margem do rio Psel (um afluente esquerdo do rio Dnieper) como um fortaleza cossaca. Foi destinado a proteger a Ucrânia dos ataques dos tártaros da Crimeia. Após os ataques o território foi incorporado ao Império Russo, Sume evoluiu para um importante centro econômico. Durante a ocupação alemã na Ucrânia durante a Segunda Guerra Mundial (1939–1945), Sume sofreu danos pesados. A guerra acabou, partes destruídas da cidade foram reconstruídas novamente. Sume tem sido uma cidade irmã de Celle, na Alemanha, desde 17 de janeiro de 1990.
A cidade costumava ser dividida em duas raions (distritos): Zarichny e Kovpak. No entanto, eles foram liquidados em 2006.

## Clima
Sume localiza-se no nordeste da Ucrânia, por isso, o clima é semelhante à cidade de Carcóvia (em ucraniano Ха́рків, Kharkiv e em russo Ха́рьков, Kharkov). Estamos perante um clima continental moderado: frio e neve no inverno e quente no verão. As temperaturas médias oscilam entre - 6º C em janeiro e 20º C em julho.

## Cidades irmãs
- Celle
- Vratsa
- Kursk
- Zamość

## Pessoas famosas de Sume
- Oleh Husyev, jogador de futebol do Dynamo Kyiv.
- Viktor Yushchenko, ex-presidente da Ucrânia, deposto em 2014.